# شوهی دون
شوهی دون (انگلیسی: Shuhei Doen؛ زادهٔ ۲۴ فوریهٔ ۱۹۹۰) بازیکن فوتبال اهل ژاپن است. شوهی دون در 8سال عمر حرفه ای خود به عنوان بازیکن فوتبال،3گل به ثمر رساند.